# Steven Solomon
Steven Solomon (ur. 16 maja 1993) – australijski lekkoatleta specjalizujący się w biegach sprinterskich.
Jako członek australijskiej sztafety 4 x 400 metrów bez większych sukcesów startował w mistrzostwach świata juniorów w 2010 oraz mistrzostwach świata w 2011. Podczas mistrzostw świata juniorów w Barcelonie (2012) zdobył brązowy medal w biegu na 400 metrów ex aequo z Amerykaninem Aldrichem Baileyem. Miesiąc później zajął 8. miejsce na tym dystansie podczas igrzysk olimpijskich w Londynie.
Złoty medalista mistrzostw Australii w kategoriach juniorów i seniorów. Medalista Olimpiady Machabejskiej.
Jest Żydem.

## Rekordy życiowe
- bieg na 400 metrów – 44,94 (1 sierpnia 2021, Tokio)
- bieg na 500 metrów (hala) – 1:01,44 (1 lutego 2014, State College) rekord Australii